# Ubaena
Ubaena este un gen de molii din familia Saturniidae. 

## Specii
- Ubaena dolabella (Druce, 1886)
- Ubaena fuelleborniana Karsch, 1900
- Ubaena lequeuxi Darge & Terral, 1988
- Ubaena periculosa Darge & Terral, 1988
- Ubaena sabunii Darge & Kilumile, 2004